# ديد أور ألايف 3
ديد أور ألايف 3 (بالإنجليزية:DEAD OR ALIVE 3) هي لعبة قتال من تيكمو من سلسلة ديد أور ألايف، أصدرت عام 2001 مع إطلاق جهاز إكس بوكس وهي لعبة حصرية على جهاز إكس بوكس.

## معلومات عن اللعبة
تم إصدارها في نفس يوم إطلاق جهاز الـXbox مع هالو، وكعادة Team NINJA قدم ما يستطيع لتقديم جرافيك مذهل على جهاز جديد، الجزء الثالث لم يختلف عن الجزء الثاني لدرجة كبيرة، كالقفزة التي حصلت بين الجزئين الأول والثاني، لكن الجزء الثالث إحتوى على عروض FMV تعد من أفضل ماقدم حتى الآن بجانب FFX، وجمعت جميع مميزات الجزء الثاني وقدمتها بشكل أكثر مع شخصيات جديدة وهي Hayate (يعرف باسم Ein بالجزء الثاني) لكن هنا عادت له الذاكرة وعرف أنه Ninja، وشخصية نسائية تعتبر الأفضل من الشخصيات الجديدة في الجزء الثالث Hitomi ونظامها القتالي مشابه لشخصية Ein القديمة بالجزء الثاني وهو الكراتيه، وشخصية نسائية جديدة تدعى Christie وهي مستأجرة من قبل شركة DOATEC للتجسس على Helena، الشخصية الجديدة الأخيرة هي Brad Wong رجل صاحب قتال معقد يستعمل الخمر ويحتاج لمهارة عالية في التحكم به، وطبعا في الجزء الثالث مجموعة حركات جديدة عن الجزء الثاني وبعضها تكملة لحركات الجزء الثاني.

## القصة
تتكلم قصة اللعبة عن هدف شركة DOATEC السري لصناعة مقاتل قوي، DOATEC قامت بإجراء تجارب على «جينرا» (وهو والد «أياني» بالتبني وسيد Mugen Tenshin Ninjitsu)، وحولوه إلى شرير متوحش وقوي يدعى «أوميجا».
مسابقة ديد أور ألايف الثالثة هي اختبار قدرات «أوميجا»، «ريو»، «هاياتي»، «أياني» حيث دخل جميعهم المسابقة لكي يقتلوا «أوميجا». وفي النهاية تهزم «أياني» «أوميجا» وتفوز بمسابقة ديد أور ألايف الثالثة.

## الشخصيات
- Ayane أياني: نينجا من عشيرة النينجا "Mugen Tenshin"، دخلت المسابقة لتقتل «أوميجا»، وهو والدها بالتبني.
- Bass Armstrong باس أرمسترونج: والد «تينا» ومصارع معتزل، دخل المسابقة ليوقف ابنته من أن تصبح ممثلة.
- Bayman باي مان: قاتل مستأجر من Donovan ليقوم بقتل Douglas .
- Gen Fu جين فو: سيد لفنون القتالية تدعى «شن يي» ومالك مكتبة، دخل المسابقة لدفع فواتير الدواء لحفيدته.
- Helena Douglas هيلينا دوجلاس: مغنية أوبرا وأبنة Fame Douglas (رئيس شركة DOATEC)، وقد اجبرها Donovan (رئيس أخر للشركة) على دخول المسابقة وإذا فازت يخبرها «الحقيقة» التي تبحث عنها «هيلينا» عن الشركة.
- Jann Lee جان لي: مقاتل يتقن فنون قتالية تدعى «جيت كون دو»، دخل المسابقة لإثبات مهاراته القتالية.
- Kasumi كاسومي: نينجا هاربة من عشيرة النينجا "Mugen Tenshin"، دخلت المسابقة لترى أخاها الأكبر «هاياتي».
- Leifang لي فانج: طالبة وتتقن فنون قتالية تدعى تاي تشي شوان، تريد إثبات نفسها أمام «جان لي».
- Leon ليون: مرتزق دخل المسابقة، لأن حبيبته الراحلة تقول: أنها تحب أقوى محارب في العالم.
- Ryu Hayabusa ريو هايوباسا: نينجا من «عشيرة هايوباسا» دخل المسابقة لمساعدة «أياني» و«هاياتي» في القضاء على «أوميجا».
- Tina Armstrong تينا أرمسترونج: ابنة «باس» ومصارعة، دخلت المسابقة، لتصبح ممثلة في هوليوود.
- Zack زاك: دي جي، دخل المسابقة لكي يذهب في رحلة إلى لاس فيجاس

و شخصيات جديدة
- Brad Wong براد وانج: سيد لفنون قتالية تدعى «ملاكمة السكران»، يبحث عن نبيذ غامض.
- Christie كريستي: قاتلة مستأجرة من Donovan لتراقب «هيلينا».
- Hayate هاياتي: أصبح قائد لعشيرة النينجا "Mugen Tenshin" ويخطط للقضاء على «أوميجا».
- Hitomi هيتومي: طالبة في المدرسة العليا، ماهرة في الفن القتالي الكراتيه، دخلت المسابقة لإثبات مهاراتها القتالية أمام المقاتلين الأخرين.
- Omega أوميجا: اسمه الحقيقي «جينرا» وهو والد أياني بالتبني وزعيم طائفة Hajinmon من عشيرة النينجا "Mugen Tenshin"، تم تحويله إلى مقاتل قوي ومتوحش يدعى «أوميجا» من شركة DOATEC . (و هو الزعيم الأخير - غير قابل للعب)

## التقييم
حصبت اللعبة على تقييم 7.9 من عشرة من جيم سبوت، وعلى 9.4 من عشرة من آي جي إن

## وصلات خارجية
صفحة ديد أور ألايف 3 على جيم سبوت.
ديد أور 3 في موقع IGN .
ديد أور ألايف 3 - ويكي.
ديد أور ألايف 3